# Долск
Долск (пољ. Dolsk) град је у Пољској у Војводству великопољском. По подацима из 2012. године број становника у месту је био 1550.
.

## Становништво
| 2012. |
| ----- |
| 1.550 |